# بادي فيرنر
بادي فيرنر (بالإنجليزية: Buddy Werner)‏ هو متزحلق جبال الألب أمريكي، ولد في 26 فبراير 1936 في ستيمبوت سبرينغز في الولايات المتحدة، وتوفي في 12 أبريل 1964 في Samedan ‏ في سويسرا.

## وصلات خارجية
- بادي فيرنر على موقع الاتحاد الدولي للتزلج (التزلج على المنحدرات الثلجية) (الإنجليزية)
- بادي فيرنر على موقع اللجنة الأولمبية الدولية (الإنجليزية)
- بادي فيرنر على موقع أوليمبيديا (الإنجليزية)
- بادي فيرنر على موقع قاعة كولورادو للمشاهير الرياضية (الإنجليزية)